# Ільїнка (Республіка Алтай)
Ільїнка (рос. Ильинка)  — село Шебалінського району, Республіка Алтай Росії. Входить до складу Ільїнського сільського поселення.
Населення —  696 осіб (2015 рік). 